# Stephen Rea
Stephen Rea, született Graham Rea (Belfast, Észak-Írország, 1946. október 31. –) ír színész.

## Élete és pályafutása
Pár évnyi ír és angol színházakban eltöltött idő után, valamint két évtizednyi többé-kevésbé jelentéktelen filmszerepeket követően Neil Jordan Síró játék című filmje nyomán vált ismertté. Alakításáért 1993-ban legjobb férfi főszereplői Oscar-díjra jelölték.
Színészi végzettséget az Abbey Theatre iskolán szerzett. Az 1970-es és ’80-as években a színház, a film és a televízió között ingázott. Színházi partnerei között találjuk Gabriel Byrne-t és Colm Meaney-t. Vásznon 1970-ben debütált egy horrorfilm parányi mellékszerepében. Az első nagyobb szerepét Neil Jordan 1980-ban készült Angel című filmjében játszotta. Ez alapozta meg későbbi kapcsolatukat. Az 1992-es Síró játékot követően további tíz filmet forgattak együtt, legutóbb a Reggeli a Plútón című 2005-ös filmet.

## Filmográfia

### Film
| Év   | Magyar cím                          | Eredeti cím                             | Szerep                     | Magyar hang      |
| ---- | ----------------------------------- | --------------------------------------- | -------------------------- | ---------------- |
| 1970 |                                     | Cry of the Banshee                      | falusi                     |                  |
| 1978 |                                     | On a Paving Stone Mounted               | ismeretlen szerep          |                  |
| 1982 |                                     | Angel                                   | Danny                      |                  |
| 1983 |                                     | Loose Connections                       | Harry                      |                  |
| 1984 | Farkasok társasága                  | The Company of Wolves                   | fiatal vőlegény            | Kassai Károly    |
| 1984 | Farkasok társasága                  | The Company of Wolves                   | fiatal vőlegény            | Selmeczi Roland  |
| 1985 | A doktor és az ördögök              | The Doctor and the Devils               | Timothy Broom              |                  |
| 1991 | Az élet oly édes                    | Life Is Sweet                           | Patsy                      | Rosta Sándor     |
| 1992 | Síró játék                          | The Crying Game                         | Fergus                     | Kautzky Armand   |
| 1993 | Álnokság                            | Bad Behaviour                           | Gerry McAllister           |                  |
| 1994 | Az elveszett hercegnő               | Princess Caraboo                        | Gutch                      |                  |
| 1994 | Angie                               | Angie                                   | Noel Riordan               | Háda János       |
| 1994 | Interjú a vámpírral                 | Interview with the Vampire              | Santiago                   | Csuja Imre       |
| 1994 | Pret-a-porter – Divatdiktátorok     | Prêt-à-Porter                           | Milo O'Brannigan           | Alföldi Róbert   |
| 1995 |                                     | Between the Devil and the Deep Blue Sea | Nikos                      |                  |
| 1995 | Minden ember halandó                | All Men Are Mortal                      | Fosca                      |                  |
| 1996 |                                     | Trojan Eddie                            | Trojan Eddie               |                  |
| 1996 | Michael Collins                     | Michael Collins                         | Ned Broy                   | Barbinek Péter   |
| 1996 | Az utolsó nagy király               | The Last of the High Kings              | taxisofőr                  |                  |
| 1997 | Kettős bűnjel                       | Double Tap                              | Cypher                     | Galbenisz Tomasz |
| 1997 | Egy férfi, egy nő és egy focicsapat | Fever Pitch                             | Ray kormányzó              |                  |
| 1997 | A kis véreskezű                     | The Butcher Boy                         | Brady papa                 | Juhász György    |
| 1997 |                                     | Hacks                                   | Brian                      |                  |
| 1997 |                                     | A Further Gesture                       | Sean Dowd                  |                  |
| 1998 | Újra a régi                         | Still Crazy                             | Tony Costello              | Czvetkó Sándor   |
| 1998 | Apám története                      | This Is My Father                       | Quinn atya                 |                  |
| 1999 | Guinevere                           | Guinevere                               | Connie Fitzpatrick         | Vass Gábor       |
| 1999 | Egy kapcsolat vége                  | The End of the Affair                   | Henry Miles                | Szokolay Ottó    |
| 1999 |                                     | The Life Before This                    | Brian                      |                  |
| 1999 | Gyilkos álmok                       | In Dreams                               | Dr. Silverman              | Oberfrank Pál    |
| 2000 |                                     | The King's Wake (rövidfilm)             | King Connor Mac Neasa      |                  |
| 2001 | A muskétás                          | The Musketeer                           | Richelieu bíboros          | Barbinek Péter   |
| 2001 | A lázadás mámora                    | On the Edge                             | Dr. Figure                 |                  |
| 2002 | Félelem.com                         | FeardotCom                              | Alistair Pratt             | Székhelyi József |
| 2002 |                                     | Evelyn                                  | Michael Beattie            |                  |
| 2003 | Belső útvesztő                      | The I Inside                            | Dr. Newman                 | Bognár Zsolt     |
| 2003 |                                     | Bloom                                   | Leopold Bloom              |                  |
| 2003 |                                     | Fluent Dysphasia (rövidfilm)            | Murph                      |                  |
| 2004 | Kísérlet                            | Control                                 | Dr. Arlo Penner            | Mihályi Győző    |
| 2004 |                                     | Proud                                   | Barney Garvey              |                  |
| 2004 | A gyóntató                          | The Confessor                           | McCaran                    | Galbenisz Tomasz |
| 2004 | Fatso gyorsbüféje                   | The Halo Effect                         | Fatso                      |                  |
| 2005 | Reggeli a Plútón                    | Breakfast on Pluto                      | Bertie                     | Forgács Gábor    |
| 2005 |                                     | Tara Road                               | Colm                       |                  |
| 2005 |                                     | River Queen                             | Francis                    |                  |
| 2005 | V mint vérbosszú                    | V for Vendetta                          | Finch felügyelő            | Reviczky Gábor   |
| 2006 | Nővérek                             | Sisters                                 | Dr. Philip Lacan           | Reviczky Gábor   |
| 2006 |                                     | Sixty Six                               | Dr. Barrie                 |                  |
| 2007 | Bosszú mindhalálig                  | Until Death                             | Gabriel Callaghan          | Bezerédi Zoltán  |
| 2007 | A tíz csapás                        | The Reaping                             | Costigan atya              | Tóth Zoltán      |
| 2007 | Halálra ítélve                      | Stuck                                   | Thomas Bardo               |                  |
| 2008 |                                     | The Devil's Mercy                       | Tyler                      |                  |
| 2008 |                                     | Kisses                                  | "Down Under" Dylan (cameo) |                  |
| 2009 |                                     | Spy(ies)                                | M. Palmer                  |                  |
| 2009 |                                     | Child of the Dead End                   | Patrick MacGill            |                  |
| 2009 | Semmit magamról                     | Nothing Personal                        | Martin                     |                  |
| 2009 | A nehézfiú                          | The Heavy                               | Jameson Anawalt            | Koncz István     |
| 2009 | Ondine                              | Ondine                                  | pap                        | Végh Péter       |
| 2011 | Butch Cassidy visszatér             | Blackthorn                              | MacKinley                  | Barbinek Péter   |
| 2011 |                                     | Stella Days                             | Brendan McSweeney          |                  |
| 2012 | Underworld: Az ébredés              | Underworld: Awakening                   | Dr. Jacob Lane             | Szacsvay László  |
| 2012 | Vérfarkas: A szörny köztünk van     | Werewolf: The Beast Among Us            | Doc                        | Bolla Róbert     |
| 2013 | Asztal két főre                     | Tasting Menu                            | Walter                     |                  |
| 2014 |                                     | Asylum                                  | McGahey                    |                  |
| 2014 |                                     | Styria                                  | Dr. Hill                   |                  |
| 2014 | Gyermekek a sötétből                | Aguas rojas                             | Jordan                     | Sörös Sándor     |
| 2015 |                                     | Ruby Strangelove Young Witch            | Danforth                   |                  |
| 2015 |                                     | An Enchanted Ruby                       | Danforth                   |                  |
| 2018 | Fekete 47                           | Black '47                               | Conneely                   | Papp Dániel      |
| 2018 | Ördögi csapda                       | Greta                                   | Brian Cody                 |                  |
| 2018 |                                     | Unquiet Graves (dokumentumfilm)         | narrátor                   |                  |
| 2021 |                                     | Nightride                               | Joe (hangja)               |                  |
| 2023 | A csodák útján                      | The Miracle Club                        | Frank Dunne                |                  |

## Díjak és jelölések
Stephen Rea-t jelölték Oscar-díjra, valamint 8 másik díjra is, melyekből 3-at meg is nyert.
- Oscar-díj
  - 1992 – Jelölés a legjobb férfi főszereplő kategóriában (Síró játék – The Crying Game)
- Golden Globe-díj
  - 1996 – Jelölés a „legjobb férfi főszereplő mini-sorozatban vagy eredetileg TV-re írt filmben” kategóriában (Az évszázad bűnesete (A Lindbergh bébi elrablása))
- BAFTA-díj
  - 1992 – Jelölés a legjobb férfi főszereplő kategóriában (Síró játék – The Crying Game)